# Punxaflors setinat
El punxaflors setinat (Diglossa lafresnayii) és una espècie de tàngara sud-americana que es troba des de Veneçuela fins a Perú. El seu hàbitat natural es troba en els boscos dels erms andins (a Perú entre els 2.000 i els 3.700 m d'altitud); el seu curiós bec indica que és una au que s'alimenta de nèctar.